# Chrysometa huila
Chrysometa huila là một loài nhện trong họ Tetragnathidae.
Loài này thuộc chi Chrysometa. Chrysometa huila được Herbert W. Levi miêu tả năm 1986.